# 거리의 악사 (1987년 영화)
"거리의 악사"는 1987년에 개봉한 대한민국의 영화이다.

## 캐스팅
- 이미숙 : 서하 역
- 정동환 : 윤수 역
- 이덕화 : 정태 역
- 이혜영 : 재희 역
- 이경희
- 김경락
- 전숙
- 신동욱
- 박부양
- 안진수
- 최일
- 박진희
- 이석구
- 박문열
- 오도규
- 배종화
- 이명숙
- 전춘
- 진승희